# Comitas obtusigemmata
Comitas obtusigemmata é uma espécie de gastrópode do gênero Comitas, pertencente a família Pseudomelatomidae.